# Hyalodictyon taurinum
Hyalodictyon taurinum är en insektsart som först beskrevs av Stsl 1862.  Hyalodictyon taurinum ingår i släktet Hyalodictyon och familjen Dictyopharidae. Inga underarter finns listade i Catalogue of Life.